# Haemorhous purpureus
Haemorhous purpureus là một loài chim trong họ Fringillidae.